# El camino de los espantos
El camino de los espantos é um filme de comédia mexicano dirigido por Gilberto Martínez Solares e produzido por Roberto Gómez Bolaños. Lançado em 1967, foi protagonizado pela dupla humorística Marco Antonio Campos e Gaspar Henaine.

## Elenco
- Marco Antonio Campos - Viruta
- Gaspar Henaine - Capulina
- Elsa Cárdenas - Adelita
- Salomé - Valentina
- Crox Alvarado - Zopilote
- Guillermo Rivas - Policial
- Consuelo Monteagudo - Matilde
- Mario García - Serapio
- Arturo Ripstein - Matilde
- Nathanael León - Telegrafista
- Manuel Barrera Nápoli - Bartender